# Micromonacha lanceolata
La monjilla lanceolada o monjito rayado (Micromonacha lanceolata) es una especie de ave galbuliforme de la familia Bucconidae. Es el único miembro del género Micromonacha.

## Distribución
Se encuentra en Bolivia, Brasil, Colombia, Costa Rica, Ecuador, Panamá y Perú
En la cuenca occidental del Amazonas, su distribución abarca desde la cuenca del río Purús, el suroeste del estado de Amazonas hasta el río Caquetá del sur de Colombia.

## Hábitat
Su hábitat natural son los bosques húmedos tropicales entre los 400 y 1.350 m de altitud.

## Descripción
En promedio mide 13 cm de longitud y pesa 19 g. Tiene la frente, el anillo ocular y las cerdas peribucales de color blanco, bordeadas por una línea negra y delgada que las separadas de la coronilla y la región superior de color castaño profundo. Todas las plumas de la cola corta son de color marrón opaco con una franja subterminal negra y punta clara. Las partes inferiores son blancas, con rayas negras y con los flancos y la región infracaudal de color ante leonado. El pico es negro. Las patas son de color gris oliváceo.

## Alimentación
Se alimenta de insectos y bayas.